# 1883 (電視劇)
《1883》（英語：1883）是一部由泰勒·謝里丹開創的美國西部劇情電視限定劇，於2021年12月19日在Paramount+首播。本劇由提姆·麥克羅、菲丝·希尔、山姆·埃利奧特、伊莎貝爾·梅、拉莫尼卡·加勒特、馬克·里斯曼、奧迪·瑞克（Audie Rick）、埃里克·尼爾森、詹姆斯·蘭德里·赫伯特（James Landry Hébert）和諾亞·勒格羅斯（Noah Le Gros）共同主演。本劇是謝里丹的劇集《黃石公園》的前傳，講述了達頓家族如何擁有這片後來成為黃石牧場的土地的故事。本劇由十集組成，於2022年2月27日完結。

## 概要
劇集主要跟隨內戰後的一代達頓家族（the Dutton family），他們離開田納西州前往德克薩斯州沃斯堡，並加入西部遷移的馬車隊，開始向西前往俄勒岡州的艱苦旅程，並定居在蒙大拿州最終將建立黃石牧場（Yellowstone Ranch）的土地上。

## 演員與角色

### 主要角色
- 山姆·埃利奧特 飾演 希亞·布倫南（Shea Brennan）：一名領導馬車隊的平克頓偵探事務所僱員。他是一名前上尉，南北战争期間曾在联邦军服役。他的妻子海倫和女兒都在探險開始前死於天花。在哀悼她們的死亡時，他通過放火燒了房子火葬她們並考慮自殺，但被湯瑪士的到來打斷了。他作為馬車隊（英语：Wagon train）的粗獷和指揮的領導者，經常提醒成員他們將在途中面臨的危險和悲劇。[4]
- 提姆·麥克羅 飾演 占士·達頓（James Dutton）：約翰·達頓的曾祖父。他來自田納西州，在內戰期間曾是联盟军的上尉，在安提頓戰役中受傷並被俘，其後在聯邦戰俘營（英语：American Civil War prison camps）被關押了三年。作為一名熟練的領導者和戰鬥人員，他在德克薩斯州沃斯堡與希亞和湯瑪士會面後與家人一起加入了馬車隊。[4]
- 菲丝·希尔 飾演 瑪嘉烈·達頓（Margaret Dutton）：約翰·達頓的曾祖母和家族的女族長。她與孩子、小姑克萊爾和侄女瑪麗·亞伯乘坐火車從田納西州前往沃斯堡，並與丈夫占士開始新的旅程。[4]
- 伊莎貝爾·梅 飾演 艾莎·達頓（Elsa Dutton）：占士與瑪嘉烈足智多謀的17歲女兒，[5]且故事的大部分內容都是以她作為旁白的聲音講述的。她年輕、不守紀律、天真無邪，並期待這次探險是一次偉大的冒險。她在艱難的西部旅程中變得堅強，也迷上了一個牛仔，後來又迷上了一個科曼奇勇士；這讓她的父母非常沮喪。然而，她也成為了一名熟練的生存者和女牛仔。[6]
- 拉莫尼卡·加勒特（英语：LaMonica Garrett） 飾演 湯瑪士（Thomas）：來自布法罗士兵團的平克頓特工和資深美國陸軍中士。他的到來阻止了希亞自殺，並與其合作幫助指導團隊。他是一名熟練的拓荒者，後來開始與一位名叫諾埃米的羅姆寡婦有戀愛關係。[7]
- 馬克·里斯曼（英语：Marc Rissmann） 飾演 約瑟夫（Josef）：一位德國移民，他與麗莎結婚並在前往美國之前做過木匠。他在馬車隊中擔任團隊的翻譯員，並作為美國人和移民者之間的聯絡人。[8][9]
- 奧迪·瑞克（Audie Rick） 飾演 老約翰·達頓（John Dutton Sr.）：小時候的約翰·達頓祖父。[10]他是占士和瑪嘉烈最小的孩子，旅程開始時只有五歲。[8]
- 埃里克·尼爾森（英语：Eric Nelsen） 飾演 恩尼斯（Ennis）：一名年輕的牛仔，他受僱負責護送馬車隊並照料團隊的家牛。他與艾莎有戀愛關係。[8]
- 詹姆斯·蘭德里·赫伯特（James Landry Hébert） 飾演 韋德（Wade）：領頭的牛仔。[8]
- 諾亞·勒格羅斯（Noah Le Gros） 飾演 科爾頓（Colton）：一名經驗豐富的牛仔，在紅河的得克薩斯州一側加入了馬車隊。[8]

### 常設角色
- 亞歷克斯·法恩（Alex Fine） 飾演 格雷迪（Grady）：一名經驗豐富的牛仔和六名牧羊人的領隊，他同意幫助沒有經驗的馬車隊在長途旅程中聚集長角奶牛。[8]
- 格拉蒂拉·布朗庫西（Gratiela Brancusi） 飾演 諾埃米（Noemi）：一位最近失去了丈夫的羅姆寡婦，不得不獨自撫養兩個小男孩。她變得依賴湯瑪士並愛上了他，將他視為取代已故丈夫照顧她的男人。[8][11]
- 安娜·菲莫拉（Anna Fiamora） 飾演 麗莎（Risa）：與約瑟夫結婚並加入馬車隊西進的年輕移民婦女。[8]
- 阿曼達·雅羅斯（Amanda Jaros） 飾演 阿麗娜（Alina）：一個疲憊但充滿希望的移民婦女，只會說少許英語但有很大的決心。[8]
- 馬丁·山米爾 飾演 山姆（Sam）：忠於誇納·帕克（英语：Quanah Parker）的熟練科曼奇勇士，後來娶艾莎為妻。[8]
- 占士·佐敦 飾演 庫奇（Cookie）：一個滿嘴髒話的馬車隊廚師，他的錯誤決定導致團隊與一群圖謀報復的拉科塔人發生衝突。

### 客串明星
- 比利·鮑伯·松頓 飾演 吉姆·考特賴特法警。[12]
- 汤姆·汉克斯 飾演 乔治·米德少將[a]：安提頓戰役的閃回中，在占士許多戰友被殺後安撫他，隨後占士被俘虜。漢斯的妻子麗塔·威爾遜飾演店主卡羅琳。
- 格雷厄姆·格林 飾演 斑點鷹[14]：一個試圖幫助艾莎的克羅族長老，他還向占士指路，幫助達頓家族到達最終目的地天堂谷（英语：Paradise Valley (Montana)）。[15]
- 唐·奧利維耶里（英语：Dawn Olivieri） 飾演 克萊爾·達頓（Claire Dutton）：占士的喪偶妹妹，與他和家族一起加入馬車隊尋找新家。她像她的女兒一樣態度凜然且認真。她在失去唯一倖存的孩子瑪麗·亞伯後自殺身亡。她育有七個孩子，但他們都英年早逝。[8][需要較佳来源]
- 艾瑪·馬洛夫（Emma Malouff） 飾演 瑪麗·亞伯·達頓（Mary Abel Dutton）：克萊爾的女兒。她是一個古板且規矩的年輕婦女，對她的表姐艾莎不那麼傳統的價值觀表示不屑和不贊同。在不受歡迎的入侵者襲擊中，她被捲入了交火並死於槍傷。[8][需要較佳来源]
- 麗塔·威爾遜 飾演 卡羅琳（Carolyn）：德州和俄克拉荷馬州交界處Doan's Crossing的好心店主。當瑪嘉烈來到她的商店時，她們成為朋友並一起喝威士忌。[16][17]威爾遜的丈夫湯·漢斯飾演米德少將。
- 泰勒·謝里丹 飾演 查爾斯·高特利（英语：Charles Goodnight）：一名搜捕偷牛賊的牧場主。[18]

## 集數
| 集數 | 標題                    | 導演                              | 編劇        | 首播日期       |
| ---- | ----------------------- | --------------------------------- | ----------- | -------------- |
| 1    | 1883                    | 泰勒·謝里丹                       | 泰勒·謝里丹 | 2021年12月19日 |
| 2    | Behind Us, a Cliff      | 本·理查森                         | 泰勒·謝里丹 | 2021年12月19日 |
| 3    | River                   | 克里斯蒂娜·亞歷山德拉·沃羅斯 （Christina Alexandra Voros） | 泰勒·謝里丹 | 2021年12月26日 |
| 4    | The Crossing            | 克里斯蒂娜·亞歷山德拉·沃羅斯      | 泰勒·謝里丹 | 2022年1月9日   |
| 5    | The Fangs of Freedom    | 克里斯蒂娜·亞歷山德拉·沃羅斯      | 泰勒·謝里丹 | 2022年1月16日  |
| 6    | Boring the Devil        | 本·理查森                         | 泰勒·謝里丹 | 2022年1月30日  |
| 7    | Lightning Yellow Hair   | 克里斯蒂娜·亞歷山德拉·沃羅斯      | 泰勒·謝里丹 | 2022年2月6日   |
| 8    | The Weep of Surrender   | 本·理查森                         | 泰勒·謝里丹 | 2022年2月13日  |
| 9    | Racing Clouds           | 本·理查森                         | 泰勒·謝里丹 | 2022年2月20日  |
| 10   | This Is Not Your Heaven | 本·理查森                         | 泰勒·謝里丹 | 2022年2月27日  |

## 劇集連結
為了向《黃石公園》的觀眾介紹新劇集《1883》，提姆·麥克羅和菲丝·希尔在《黃石公園》第四季的閃回場景中重新飾演占士·達頓和瑪嘉烈·達頓，以展示達頓家族在抵達蒙大拿州的十年後，即1893年時在達頓牧場的生活。在第一集“Half the Money”中，占士·達頓與他的青春期兒子約翰（John）和史賓沙（Spenser）（分別由傑克·邁克爾·多克（Jack Michael Doke）和查理·斯托弗（Charlie Stover）飾演）遇到飢餓的美洲原住民，原住民們離開當地的印第安保留地，並在以前的土地上埋葬他們的父親，該地從此成為達頓牧場的一部分。在第八集“No Kindness for the Coward”中，馬賊在達頓家族的領土上肆虐，瑪嘉烈·達頓和她的兒子約翰和史賓沙坐在牧場家園的餐桌旁，等待她的丈夫和他們的父親占士·達頓從危險的追捕馬賊行動中回來。這些《黃石公園》的集數於《1883》在Paramount+首映之前播出。

## 製作

### 開發
2021年2月，由於《黃石公園》的成功，泰勒·謝里丹與維亞康姆CBS（ViacomCBS）（現名為派拉蒙全球）和MTV娛樂影業簽署了一份為期五年的合約。根據協議，他將分別為兩家影業公司製作新劇集，其中之一是《黃石公園》的前傳《Y: 1883》，並將安排在Paramount+上播出。謝里丹表示在說服Paramount+接受新劇集的故事概念之後，他一直在腦閉塞中掙扎，但他在創作另一部劇集《金斯敦市長》時設法克服了這個障礙。

### 選角
就在伊莎貝爾·梅為《1883》試鏡的同一天晚上，謝里丹確定自己需要她才能製作劇集。在他還未寫完劇本之前，就已經讓派拉蒙僱用當時相對不為人知的梅，並說“如果我們沒有得到她，劇集將無法成功。”2021年8月4日，派拉蒙宣佈提姆·麥克羅、菲丝·希尔和山姆·埃利奧特加入演員陣容。8月21日的進一步公告證實了伊莎貝爾·梅的參演並宣佈拉莫尼卡·加勒特已加入演員陣容。
派拉蒙分別於9月10日、12月6日和12月10日確認比利·鮑伯·松頓、格雷厄姆·格林和汤姆·汉克斯作為客串明星加盟劇集。

### 拍攝
劇集的拍攝於2021年8月在德克薩斯州開始，並於2022年1月在蒙大拿州結束。許多演員在蒙大拿州拍攝時對寒冷的氣溫表示不適。菲絲·希爾認為“這次拍攝是我們做過最具身心挑戰的事情。”山姆·埃利奧特也表示拍攝他的場景很困難，但他說“我們正將其搬上銀幕，最終這才是最重要的，這將成為一部特別的劇集。”
伊莎貝爾·梅討論了泰勒·謝里丹對“真實性”的追求，例如既不化妝也不剃腋毛的要求。在Town & Country中，梅強調說，“泰勒從一開始就說，‘我希望一切都是真實的。’我的意思是，女性直到1920年代才開始刮去毛髮。他真的希望這成為劇集的其中一個要素，所以我非常樂意幫助他。”

### 音樂
劇集的配樂由布莱恩·泰勒和布雷頓·維維安（Breton Vivian）共同創作，他們倆同樣為《黃石公園》作曲。

## 發行
劇集的先行預告片於2021年11月8日發佈；第一部完整預告片則於12月3日發佈。劇集於2021年12月25日在CMT進行第一次電視首播。《1883》在開發過程中被安排在附屬平台Paramount+上串流播放，但派拉蒙电视网在此前已經向劇集下了訂單，讓第一集在其頻道上首播作為推廣劇集的一部分，就像他們與《金斯敦市長》的做法一樣。劇集計劃於2022年8月30日在藍光和DVD發行，標題為《1883：黃石起源》（英語：1883: A Yellowstone Origin Story）。

## 評價
《1883》收到大多數影評人的好評。根据評論匯總网站爛番茄汇总的25篇评论文章，88%的评论家给予该作正面评价，使之獲得「認證新鮮」標識，平均打分为7.50分（满分10分）《1883》在Metacritic網站上得到「正面評論為主」，獲得了69/100分（12位影評人）。

### 榮譽
| 年份 | 獎項                   | 類別                           | 入圍者                                                                  | 結果 | 來源   |
| ---- | ---------------------- | ------------------------------ | ----------------------------------------------------------------------- | ---- | ------ |
| 2022 | 美国编剧工会奖         | 電視：連續劇                   | 泰勒·謝里丹 ；憑“1883”一集                                              | 提名 |        |
| 2022 | 青銅牧馬人獎           | 虛構電視劇情 （英語：Fictional Television Drama）        | 泰勒·謝里丹與大衛·C·格拉瑟（英語：David C. Glasser）                                    | 獲獎 |        |
| 2022 | 黃金時段創意藝術艾美獎 | 最佳限定影集/電視電影/特輯編曲 | 布莱恩·泰勒與布雷頓·維維安（英語：Breton Vivian）                                    | 提名 | [ 31 ] |
| 2022 | 黃金時段創意藝術艾美獎 | 最佳限定影集/電視電影攝影      | 本·理查森 ；憑“1883”一集                                                | 提名 | [ 31 ] |
| 2022 | 黃金時段創意藝術艾美獎 | 最佳限定影集/電視電影攝影      | 克里斯蒂娜·亞歷山德拉·沃羅斯 （英語：Christina Alexandra Voros） ；憑“Lightning Yellow Hair”一集 | 提名 | [ 31 ] |

## 未來
派拉蒙已經就更多集數的計劃進行了多次迭代。
劇集最初以限定劇的形式呈現。2022年2月，派拉蒙宣佈“追加集數”。派拉蒙隨後宣佈劇集不會有第二季，並會將“追加集數”整合成一部名為《1932》（英語：1932）的獨立續集，後來更名為《1923》。2022年5月再宣佈將會推出另一部外傳《1883：巴斯·李維斯故事》。
謝里丹本人認為《1883》是“一部有結局的10小時電影”，相當於一部限定劇。

## 外部連結
- 互联网电影数据库（IMDb）上《1883》的资料（英文）
- 爛番茄上《1883》的資料（英文）
- Metacritic上《《1883》》的資料